# Tell Rifaat
Tell Rifaat (în arabă تل رفعت, transliterat: Tall Rifʿat, scris și ca Tel Rifaat, Tel Rif'at sau Tal Rifaat) este un oraș din nordul guvernoratului Alep, nord-vestul Siriei. Situat la aproximativ 40 de kilometri nord de Alep, orașul este centrul administrativ al subdistrictului Tell Rifaat. Localitățile din apropiere sunt: Azaz la nord, Mare' la est, Kafr Naya la sud, Deir Jmal și Oqayba la sud-vest și Ibbin Samaan la vest. La recensământul din 2004, Tell Rifaat a avut o populație de 20.514 de persoane.
În timpul Războiului Civil Sirian, Tell Rifaat a fost capturat de Armata Siriană Liberă în 2012, Statul Islamic din Irak și Levant în 2014 și Frontul Islamic în 2015. În acest timp, orașul a fost bombardat de mai multe ori de Guvernul Siriei și aliații săi. Tell Rifaat a fost capturat de Forțele Democratice Siriene la 16 februarie 2016, după lovituri aeriene ruse dure care au distrus toate cele trei unități sanitare din oraș. În urma unei ofensive rebele împotriva Armatei Arabe Siriene în decembrie 2024, orașul a căzut din nou sub controlul forțelor rebele, Armata Națională Siriană susținută de Turcia.